# Esther Galil
Pour les articles homonymes, voir Galil.
Esther Galil (en hébreu : אסתר גליל), ou à ses débuts Jackie Galil, est une chanteuse, autrice-compositrice-interprète franco-israélienne née à Safi au Maroc, le 28 mai 1945. Elle est connue principalement comme l'interprète, en 1971, du tube Le jour se lève, en tête des ventes de singles en France deux semaines durant, ainsi que des chansons Delta Queen (1972) et Harlem Song (1973), également classées.
Elle vit à Los Angeles depuis les années 1990, partageant son temps entre la composition de chansons et l'exposition de peintures tout en retournant en France pour se produire sur scène.

## Biographie

### Origines familiales
Esther Galil, de son vrai nom Thérèse Bouganim, est née le 28 mai 1945 à Safi au Maroc, à l'époque du protectorat français, d'un père espagnol, juif séfarade, originaire de Tolède, et d'une mère marocaine, juive berbère, dans une famille comptant douze enfants (elle-même étant la onzième). Dès son plus jeune âge, elle parle trois langues : le français, l'hébreu et l'arabe. Son grand-père est cantor (chantre) à la synagogue, Esther chante dans la chorale.

### Alya
En 1964, la famille d'Esther gagne Israël, accomplissant son alya à l'instar d'autres membres de la communauté juive marocaine. La jeune fille s'établit avec sa famille à Ashkelon puis travaille dans le kibboutz de Negba, au nord-ouest de Beer Sheva. Chantant lors de travaux de cueillette, elle est remarquée par ses camarades qui lui conseillent de se lancer dans la chanson.

### Débuts
Après s'être établie à Tel-Aviv, Esther Galil tente sa chance, sous le nom de Jackie Galil, dans des cabarets artistiques. Finalement, elle est engagée dans la troupe de chanteurs et de danseurs du grand Music-Hall d'Israël, Lakat Karmon, dirigée par le chorégraphe Jonathan Karmon (he). Elle y interprète des airs folkloriques israéliens. 
À l'occasion d'une tournée de la troupe en France en 1966, elle enregistre, chez Monde Melody, un 45 tours, intitulé Oh ! Non. Il passe inaperçu bien que la « voix grave, sonore et vibrante » de la chanteuse soit déjà remarquée par les gens du métier et comparée à celles de Mahalia Jackson, d'Aretha Franklin ou de Janis Joplin.
En 1969, elle fait un simple, New Costume, chez CBS Israel.

### Ascension fulgurante

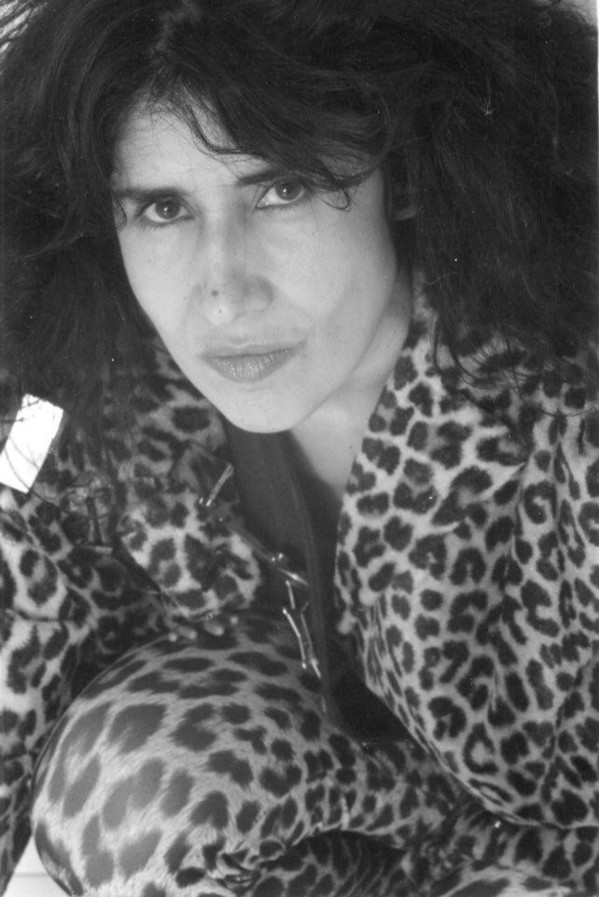
Esther Galil.

En 1971, alors que le Music-Hall d'Israël passe à l'Olympia, Esther Galil est remarquée par Jacqueline Herrenschmidt, alias Jacqueline Néro, envoyée par le studio Barclay. La chanteuse y fait une maquette en reprenant Chains of Fools d'Aretha Franklin et Yesterday de Stevie Wonder, accompagnée par les Zoo. Barclay la fait signer immédiatement,
Au bout de quelques mois, elle fait un premier simple, avec, en face A, J'attends l'homme, reprise de She's a Lady de Tom Jones, et, en face B, Pour Gagner, reprise  de They call me Mister Tibbs! (du film américain Appelez-moi Monsieur Tibbs), sur une musique de Quincy Jones : c'est un succès d'estime, sans plus.
Il est suivi d'un second simple, avec pour titre en face A Le jour se lève, mélange de blues et de musique du monde. C'est un très grand succès, il se classe premier des ventes de singles en France deux semaines durant (du 9 septembre 1971 au 22 septembre 1971) et constitue la 25e meilleure vente de l'année. Les paroles sont de Gilles Péram (alias François Bernheim) et Jacqueline Néro et la mise en musique de Jacqueline Néro. Sur la face B, le morceau Je t'aime à mourir est signé de Jacqueline Néro et Francois Bernheim. Bien qu'elle ait participé à l'écriture de Le jour se lève, Esther Galil n'est pas créditée sur le disque. La chanson est primée à la Rose d'or d'Antibes la même année, en troisième place derrière Marie et Gérard Lenorman. Une carrière internationale débute pour la chanteuse : elle enregistre la chanson en allemand, en espagnol et en italien.
Réagissant à l'irruption de la chanson à la première place du classement, la revue Salut les Copains entrevoit  une « carrière d'idole » pour la chanteuse, mais à certaines conditions : « Il lui faut une deuxième chanson forte, un bon album, une première scène marquante et si cette passe de trois est réussie, nous tenons-là, la Janis Joplin française. ».

### Période faste
S'ouvre alors une période faste de passages en première partie et de grandes tournées ainsi que de nouvelles chansons.
Fin 1971, elle enregistre son troisième disque chez Barclay, Oh Lord / Ima, confectionné en collaboration avec la même équipe (Gilles Péram et Jacqueline Néro). Si à nouveau elle n'est pas créditée, c'est qu'elle a refusé de l'être (alors que l'idée de Oh Lord lui est venue d'une chanson de gospel de Mahalia Jackson qu'elle chantait du temps du kibboutz, et qu'elle-même a participé à l'écriture du texte).
En 1971 et 1972, elle assure la première partie de Michel Sardou à l'Olympia, puis, toujours en avant-programme, accompagne sur scène Johnny Hallyday. 
Toujours en 1972, elle participe au téléfilm Pour une pomme aux côtés de Gilbert Montagné et de Johnny Hallyday. 
Elle entreprend des tournées à travers le monde (en Allemagne, au Japon et au Brésil) avec Gilbert Montagné puis Mike Brant — qu'elle connaît depuis l'époque où elle se produisait dans les clubs de Haïfa —, nouant avec ce dernier une grande amitié,. Cette même année, s'exprimant dans le magazine Salut les Copains, elle regrette que la bonne société brésilienne n'ait de cesse que de s'européaniser et de faire oublier la culture locale,.
Durant la décennie, les 45-tours s'enchaînent, avec nombre de titres composés et écrits par elle-même ou en collaboration.
De 1972 à 1977, elle enregistre chez Barclay : 
- Delta Queen (1972) (reprise du Delta Queen du groupe sud-africain Proudfoot / groupe américain Kings of Mississipi),
- Harlem Song (1973) (reprise du Balayeur de Harlem du groupe français Lover's Love, écrite par Michel Kricorian et Miroslav Konacny)[18].
- Le temps s'arrête sur la maison (1973) (Esther Galil),
- Shalom, dis-moi shalom (Shalom shula shalom en hébreu) (1973) (adaptation en français de Shalom shula shalom, de Jaak Horckmans (musique) et de Leo Rosenstraten (paroles en allemand),
- On est fait pour vivre ensemble (1974) (écrite par Eddy Marnay),
- Le Cri de la terre (1974) (avec Lita Fressange),
- Ma vérité (1975) (Esther Galil),
- Apprends-moi à t'aimer (1976) (Esther Galil, musique et paroles),
- Bossana (version originale française) (1976) (avec Philippe Alecky),
- Route number infini (1977) (avec Giancarlo Bigazzi, Gianni Bella).

Vers 1977-1978, elle quitte Barclay pour aller chez Sonopresse (racheté entretemps par EMI), y enregistrant en anglais : 
- Lover For Ever (1978) (avec Jeremy Badiale),
- All Or Nothing (1979) (Esther Galil).

Divers :
- Les mots qui fâchent (1980) (Esther Galil),
- En dehors du blues (1981) (avec Bob Decout).

Si ces années productives voient Esther Galil assurer la filiation de Janis Joplin, elle doit toutefois partager cette étiquette avec la chanteuse Nicoletta (elle aussi ancienne choriste), ainsi que le note, en 1982, un des auteurs du livre Rockeuses : les héroïnes de juke-box.

### Reflux de notoriété
Au début des années 1980, Esther Galil, fatiguée de faire disque sur disque et ayant de l'argent de côté, décide de reprendre des études de musique. Elle s'inscrit à l'IACP (Institute for Artistic and Cultural Perception), une école de jazz parisienne très connue, où elle apprend la basse et les arrangements,. Elle se lance également dans la peinture, réalisant des autoportaits où la bouche n'est pas dessinée.
Dans la décennie 1980, les idoles des années 1970 passent de mode et voient leur carrière s'étioler. Esther Galil tente un retour en 1983 avec Si la vie est cadeau, reprise de la chanson du concours Eurovision interprétée par Corinne Hermès, puis avec Interdit par la loi (1988), chanson extraite de la bande originale du film de Gérard Vergez, Deux minutes de soleil en plus et qu'elle interprète à la télévision dans l'émission Dimanche Martin.

### Exil californien
Vers 1988, après avoir obtenu sa carte verte (green card) grâce à son passé discographique en Europe, Esther Galil s'installe à Los Angeles, dans le quartier, très prisé des artistes, de Laurel Canyon. Elle continue d'exercer sa profession de chanteuse et d'auteur-compositeur mais se consacre aussi à la peinture et à la tenue d'expositions,. 
En 1991, le jeune et futur animateur audiovisuel Benjamin Castaldi, parti aux États-Unis tenter sa chance comme producteur, se laisse persuader par un faux imprésario d'Esther Galil de relancer la carrière de la chanteuse, projet dans lequel il engloutit ses économies. Il rentre à Paris en 1993 « une main devant, une main derrière »,.
En 2003, Esther Galil est membre du jury du festival de la Rose d'Or à l'Olympia. L'année suivante, toujours à l'Olympia, elle participe à la Rose d'Or 2004 aux côtés de Christian Delagrange.
En 2005, elle interprète, en anglais, la chanson We Have a Dream en hommage à Martin Luther King.  La même année, elle se replonge dans les souvenirs de son enfance safiote avec Noces Berbères, chanson inspirée des airs traditionnels marocains.
À partir de 2006, elle participe, aux côtés des chanteurs James Blunt et Bruce Springsteen, au mouvement pacifiste opposé à la guerre contre l'Irak avec sa vidéo Dirty War, mise en ligne sur le site Living with War Today du chanteur américano-canadien Neil Young. La chanson, ainsi que We Have a Dream, resteront en tête des classements du site plusieurs mois durant.
Elle se produit sur la scène du club de blues Harvelle's à Santa Monica à plusieurs reprises et sur celle de la boîte de nuit Mint à Los Angeles le 27 décembre 2007. 
En février 2008, à l'initiative d'admirateurs français, deux concerts sont organisés à Liancourt dans l'Oise. Elle y présente l'album Dirty War, sous forme de questions-réponses entrecoupées des morceaux de celui-ci. 
En 2010, elle compose la musique du film du graphiste et animateur Evan York, 7 "Weaks", primé au Beverley Hill Festival à Los Angeles en tant que meilleur court-métrage d'animation (Best Animated Short),.

### Retour sans lendemain
Le 9 mars 2013, dans l'espoir de refaire carrière en France et de séduire les deux générations qui ont suivi la sienne, elle participe, sur TF1 aux auditions en aveugle de la deuxième saison de l'émission The Voice, la plus belle voix, en reprenant son grand succès de 1971, Le jour se lève. Sa prestation ne convainc guère les jurés dont aucun — pas même Garou, qui en 2012 avait reçu le prix de « La chanson de l'année » de TF1 pour sa reprise de cette chanson — ne reconnaît la chanteuse et se retourne. Après l'audition, Garou déclare ne pas s'être retourné car la reprise lui semblait trop semblable à l'original. Esther Galil ne participera donc pas à The Voice 2,,.
En 2014, Universal Records choisit Le Jour se lève pour faire partie de « Légendes françaises », compilation des meilleurs chansons françaises.
Le 19 mai 2017, elle participe, à Chalon-sur-Saône, au concert On a toujours 20 ans, aux côtés de Didier Barbelivien, Jean-Luc Lahaye, Linda De Suza, Jean-Jacques Debout.

### Accueil critique
En juillet 1972, le journaliste rock Jean-Paul Commin, qui s'emploie à séparer le bon grain de l'ivraie dans la rubrique Pop France de la revue Best, qualifie Esther Galil de « n'importe quoi », qualificatif dont il gratifie également les Poppys.
Dans son livre Yé-Yé Girls of 60's French Pop, paru en 2013, Jean-Emmanuel Deluxe classe Esther Galil, aux côtés de Patricia et de Nicoletta, dans la catégorie des « chanteuses qui chantent à pleins poumons et font exploser les tympans ». 
Pour la philosophe et chanteuse Agnès Gayraud, autrice du livre Dialectic of Pop (2019), les chanteurs francophones de musique soul laissent une impression de malaise sauf lorsqu'une composition exceptionnelle va de pair avec une interprétation exceptionnelle comme c'est le cas pour Le jour se lève d'Esther Galil, La Nuit de Salvatore Adamo et Un Petit Ange noir de Vigon.

## Discographie
Esther Galil a publié deux 33 tours, un CD et de nombreux 45 tours et singles.

### 45 tours, singles
- 1983 :  Si la vie est cadeau (musique : Jean-Pierre Millers, paroles : Alain Garcia)

- 198? : Le jour se lève / Je t'aime à mort (Barclay, série Souvenirs)

- 2005 : El Mektoub (musique, paroles : Esther Galil) (Melody)

- 2014 : Compilation des tubes d'Esther Galil (plates-formes de téléchargement)

### CD
- 1996 : Call me

### Participations diverses
- 1983 : apparaît sous l'intitulé double « Esther Bouganim / Esther Galil » sur le disque Destination nulle part de Sabrina Lory (chez Philips / Phonogram) (face B : Majumba (Esther Bouganim / Esther Galil - Julie Sogni-Daroy - Esther Galil - S. Lory) - Arrangement : Esther Bouganim / Esther Galil - Réalisation : Raphaël Giroud).
- 1984 : apparaît sur deux titres de la B. O. du film Les Fauves de Jean-Louis Daniel, J'pense à toi et Noir et blanc, composés par Philippe Servain, disque Carrere 66119.
- 2006 : chante Interdit par la loi dans Femmes des années 80 (French Ladies of the 80's), compilation (Believe / Musiques & Solutions).

### Reprises de ses chansons
Des chansons d'Esther Galil ont été reprises par divers interprètes.
- Le jour se lève, par Nicoletta, Jalane (en 2004), Les Enfoirés (Tous dans le même bateau) (en 2002), Julie Pietri (album Lumières) (en 2003)", Chimène Badi (Chimène gospel & soul) (en 2011), Patricia Kaas (album Kabaret) (en 2008) et Garou (album Rhythm and Blues) (en 2012).

- Shalom, dis-moi Shalom, en 1974, par l'artiste italienne Giovanna en face B de son 45 tours Malata D'Allegria / Shalom Shula Shalom.

- We Have a Dream (faisant partie de son dernier album de 2005), par les Poppys en 2009.

## Récompenses
- 1971 : primée à la Rose d'or d'Antibes, en troisième position après Gérard Lenormand et Marie[35],[36].

- 2010 : primée au festival des films internationaux de Los Angeles pour la composition musicale du film du réalisateur américain Evan York, 7 Weaks[27].

## Filmographie
- 1972 : Pour une pomme, téléfilm français réalisé par Claude Barrois et Jean-Marie Périer.

## Expositions
- 2012 : Exposition de ses œuvres dans différentes galeries de peinture de Los Angeles.
- Une quinzaine de ses peintures sont reproduites sur une vidéo de la chanson de Frida Boccara, Ma rivière.